# Mark Benecke
Mark Benecke est un biologiste et un spécialiste de l'entomologie médico-légale allemand né le 26 août 1970 à Rosenheim en Allemagne de l'Ouest.

## Biographie
Après des études de biologie, de zoologie et de psychologie à l'université de Cologne, il a suivi divers apprentissages de police à l'orientation technique dans le domaine de la médecine légale aux États-Unis parmi eux à l'Académie du FBI.
il a été consulté comme expert pour exploiter des traces biologiques dans les cas de crimes violents. De cette façon, après une recherche sur les asticots, il a constaté en 1997-1998 la date de la mort de la femme tuée par le pasteur Klaus Geyer. Comme Geyer n'avait pas d'alibi à l'heure de l'enquête, il a été condamné pour le meurtre de sa femme.
Au décès d'une femme à Cologne, Benecke a enquêté à l'aide de mouches d'étables trouvées mortes alors que la femme était délaissée par sa soignante. En collaboration avec le FSB (Service fédéral de sécurité de la fédération de Russie) Benecke a examiné la voûte crânienne et le dentier de Adolf Hitler. Comme criminaliste, il a examiné en outre le cas du tueur en série et violeur colombien Luis Alfredo Garavito Cubillos. Le National Geographic Channel et l'History Channel ont déjà publiés sur certains de ses cas.
Benecke a publié plusieurs livres de vulgarisation scientifique entre autres sur la biologie criminelle et le vieillissement dans la perspective biomédicale.
Il est instructeur dans les écoles de police allemandes ainsi que professeur invité aux États-Unis, au Vietnam, en Colombie et aux Philippines.
Mark Benecke est célèbre auprès du grand public pour ses commentaires dans les séries télévisées Medical Detectives (VOX) et Autopsie : Mysteriöse Todesfälle (RTL 2), qui montre l'élucidation d'affaires criminelles réelles et qui utilise les méthodes scientifiques.
Mark Benecke est éditeur invité pour le Forensic Science International (Forensic Entomology Special Issue) et membre au conseil scientifique de la société à la recherche scientifique des para sciences. Il publie des articles dans le magazine Skeptiker sur des sujets bizarres comme la combustion spontanée, de miracles de sang (ensemble avec la deuxième chaîne de télévision généraliste publique fédérale allemande), des vampires, des monts magnétiques etc.
Mark Benecke a travaillé au conseil scientifique des Annals of Improbable Research qui décernent annuellement le prix Ig Nobel à l'université de Harvard. 
Il s'est engagé pour la protection des animaux de mer invertébrés et contre la détention des animaux de cirque avec l'association People for the Ethical Treatment of Animals (PETA).

### Médias
Depuis 1999, la Radio Eins de Berlin-Brandenburg diffuse le samedi des contributions de Mark Benecke sur des sujets scientifiques.
Depuis 2010, Benecke est chroniqueur de la rubrique « Opinions » du journal allemand Frankfurter Rundschau.
Depuis quelques années, on peut le voir assez souvent comme médecin légiste dans la série télévisée Niedrig und Kuhnt – Kommissare ermitteln diffusée par la chaîne de télévision généraliste privée allemande Sat1. Il a également fait une apparition comme biologiste criminel et criminaliste dans la série télévisée Galileo-Mystery sur Jack l'Éventreur (2006), Papesse Jeanne (2006), Pirate (2006), Die Kreuzigung Jesu (2007), Flüche (2007) et Zombies und Wiedergänger (2007) diffusées par la chaîne de télévision généraliste privée allemande ProSieben.
En 2009, comme président du Transylvanian Society of Dracula il a été lauréat du prix de littérature internationale Corine pour le livre audio Un Lieu incertain de Fred Vargas lu par Barbara Nüsse dans lequel le cas d'un vampire Plogojowitz est le sujet principal.

### Musique
En 1989, il a fondé en collaboration avec Klaus Fehling à Cologne le groupe de schlager punk Die Blonden Burschen, dont il a fait partie jusqu'à 2000 sous le pseudonyme Belcanto Bene.
En 2009, il a participé à l'album Baustoff du groupe électronique Patenbrigade Wolff, très célèbre dans les charts de DAC (charts allemands alternatifs).
Lors du 19e Wave Gotik Treffen en mai 2010 a été publié une reprise de Where the Wild Roses Grow de Benecke avec Sara Noxx étant remixé par des groupes électroniques fameux comme Feindflug, Kontrast, The Eternal Afflict et d'autres.

### Politique
Lors de la campagne électorale au Landtag de 2010 en Rhénanie-du-Nord-Westphalie (Allemagne) il s'est présenté comme candidat en tête à la fonction de ministre-président du parti DIE PARTEI fondé par le magazine satirique TITANIC.

## Distinctions
- Nomination à la Linnean Society of London
- Médaille d'argent de l'Union de fonctionnaires de policier allemands (2003).